# Genauigkeitsklasse

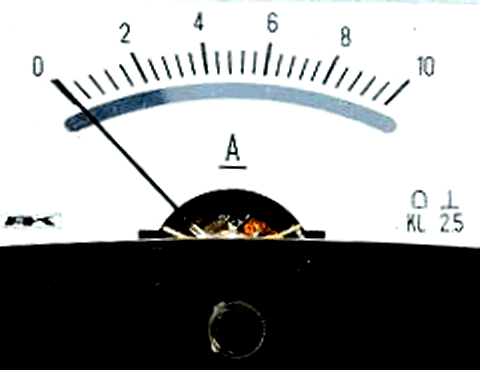
Skale eines Drehspulmessgeräts der Klasse 2,5 für senkrechte Betriebslage (Symbole rechts).
Unter Referenzbedingungen beträgt bei diesem Messgerät der Grenzwert der Abweichung 2,5 % des Messbereichs-Endwertes 10 A, also 0,25 A.

Die Genauigkeitsklasse eines Messgerätes legt die maximal zu erwartende Abweichung eines Messwertes vom wahren Wert der zu messenden physikalischen Größe fest, soweit die Abweichung durch das Messgerät selbst bedingt ist. Einerseits kann ein Messgerät nicht exakt eingestellt werden; andererseits können sich seine Eigenschaften durch äußere Einflüsse ändern. Mit der Einstufung in eine Genauigkeitsklasse wird ein Qualitätsmerkmal geliefert, in welchem Umfang diese Ursachen zu einer Messabweichung führen dürfen.
Normen verwenden den Begriff z. B. für Stromwandler, Wiegesysteme oder direkt wirkende Messgeräte mit Skalenanzeige. Für die weit verbreiteten Strom- und Spannungsmessgeräte mit Ziffernanzeige sind derartige Klassen nicht bekannt; dazu siehe Digitalmultimeter, Messgeräteabweichung, Auflösung (Digitaltechnik).

## Begriffe

### Genauigkeitsklasse
In der für die Messtechnik grundlegenden DIN 1319 wird der Begriff Genauigkeitsklasse definiert als „eine Klasse von Messgeräten, die vorgegebene messtechnische Forderungen erfüllen, so dass Messabweichungen dieser Messgeräte innerhalb festgelegter Grenzen bleiben“.

### Genauigkeit
In EN 60051 wird die Genauigkeit eines Messgerätes definiert „als Grad der Übereinstimmung zwischen angezeigtem und richtigem Wert. Die Genauigkeit […] ist durch die Grenzen der Eigenabweichung und die Grenzen der Einflusseffekte bestimmt“. Die Begriffe werden nachfolgend erklärt.

### Klassenzeichen
Messgeräte, die bestimmte Anforderungen an die Genauigkeit erfüllen, können einer Genauigkeitsklasse zugeordnet werden. Diese Klasse wird durch ein Klassenzeichen in Form einer Zahl gekennzeichnet. Im Bild oben ist das 2,5. Ein Zusatz, z. B. ein Kreis, der die Zahl umschließt, kann hinzukommen.

## Fehlergrenzen für direkt wirkende Messgeräte mit Skalenanzeige
| DIN EN 60051     | DIN EN 60051 |
| ---------------- | --- |
| Titel            | Direkt wirkende anzeigende elektrische Meßgeräte und ihr Zubehör; Meßgeräte mit Skalenanzeige |
| Bereich          | Messgeräte |
| Regelt           | Teil 1: Definitionen und allgemeine Anforderungen für alle Teile dieser Norm Teil 2: Spezielle Anforderungen für Strom- und Spannungs-Meßgeräte Teil 3: … für Wirk- und Blindleistungs-Meßgeräte Teil 4: … für Frequenz-Meßgeräte Teil 5: … für Phasenverschiebungswinkel-Meßgeräte, Leistungsfaktor-Meßgeräte und Synchronoskope Teil 6: … für Widerstands- und Leitfähigkeits-Meßgeräte Teil 7: … für Vielfach-Meßgeräte Teil 8: … für Zubehör Teil 9: Empfohlene Prüfverfahren |
| Erscheinungsjahr | Deutsche Fassung DIN EN 60051-1: 1999; -2…-9: 1991…96 |
| Anmerkungen      | ersetzt: DIN 43780; VDE 0410 Basis: IEC 60051 |

Die hierzu erlassene EN 60051 ist außerordentlich vielfältig, so dass hier nur Grundzüge erläutert werden. Ältere Messgeräte sind noch nach den ähnlichen Vorgänger-Vorschriften DIN 43780 oder VDE 0410 gefertigt worden.
Außerdem beschränkt sich diese Aufstellung auf Strom- und Spannungs-Messgeräte in den bevorzugten Ausführungen nach EN 60051-2.
Ein Hersteller, der sein Messgerät durch Angabe eines Klassenzeichens qualifiziert, garantiert die Einhaltung
- der Grenzen der Eigenabweichung (früher des Grundfehlers),
- der Grenzen der Einflusseffekte.

### Eigenabweichung
Wird ein Messgerät unter Referenzbedingungen (denselben Bedingungen wie bei der Justierung) und innerhalb des Messbereiches betrieben, so heißt eine dann auftretende Messabweichung Eigenabweichung.

#### Grenzwert
Die Eigenabweichung darf die beispielhaft zum Klassenzeichen 2,5 angegebenen Werte nicht übersteigen (im Sinne einer Fehlergrenze dem Betrage nach)
- 2,5 % des Messbereichsendwertes, wenn der Nullpunkt an einem Ende des Messbereichs liegt,
- 2,5 % des Messbereichsendwertes, wenn der mechanische oder elektrische Nullpunkt außerhalb des Messbereiches liegt,
- 2,5 % der Summe (ungeachtet des Vorzeichens) der Messbereichsendwerte, wenn der Nullpunkt innerhalb der Skale liegt.

Bei einem Zusatz zum Klassenzeichen, z. B. Kreis, gilt eine andere Bezugsgröße.
Beispiel: Strommesser mit Messbereich 0 bis 100 mA, linear geteilt, Klassenzeichen 1
Die Grenze der Eigenabweichung ist {\displaystyle G} = 1 % · 100 mA = 1 mA. Diese Grenze ist eine Konstante über den gesamten Messbereich.
Hinweis: Die relative Fehlergrenze {\displaystyle g} eines Messwertes hat nur bei 100 mA den Wert {\displaystyle g} = 1 %, für jeden anderen Messwert ist sie größer. Bei 25 mA beträgt sie bereits 4 %, da der Bezugswert für die relative Fehlergrenze des Messwertes der jeweilige Messwert ist.
{\displaystyle g} = {\displaystyle {\tfrac {1\ \mathrm {mA} }{100\ \mathrm {mA} }}} = 0,01 = 1 %
{\displaystyle g} = {\displaystyle {\tfrac {1\ \mathrm {mA} }{25\ \mathrm {mA} }}} = 0,04 = 4 %

#### Referenzbedingungen
Zur Definition der Eigenabweichung gehört die Festlegung der Referenzbedingungen (Referenzwert oder -bereich). Im Wesentlichen ist festgelegt:
| Einflussgröße                 | Referenzbedingung    | zulässige Grenzen der Referenzbedingung           |
| ----------------------------- | -------------------- | ------------------------------------------------- |
| Umgebungstemperatur           | 23 °C (früher 20 °C) | 2 K bei Klassenzeichen 0,5 oder größer, sonst 1 K |
| Lage                          | gemäß Beschriftung   | 1°                                                |
| Magnetisches Fremdfeld        | gänzliches Fehlen    | Erdfeld erlaubt                                   |
| Elektrisches Fremdfeld        | gänzliches Fehlen    |                                                   |
| Frequenz einer Wechselgröße   | 45 … 65 Hz           |                                                   |
| Kurvenform einer Wechselgröße | sinusförmig          |                                                   |
| Welligkeit einer Gleichgröße  | null                 |                                                   |

#### Messbereich

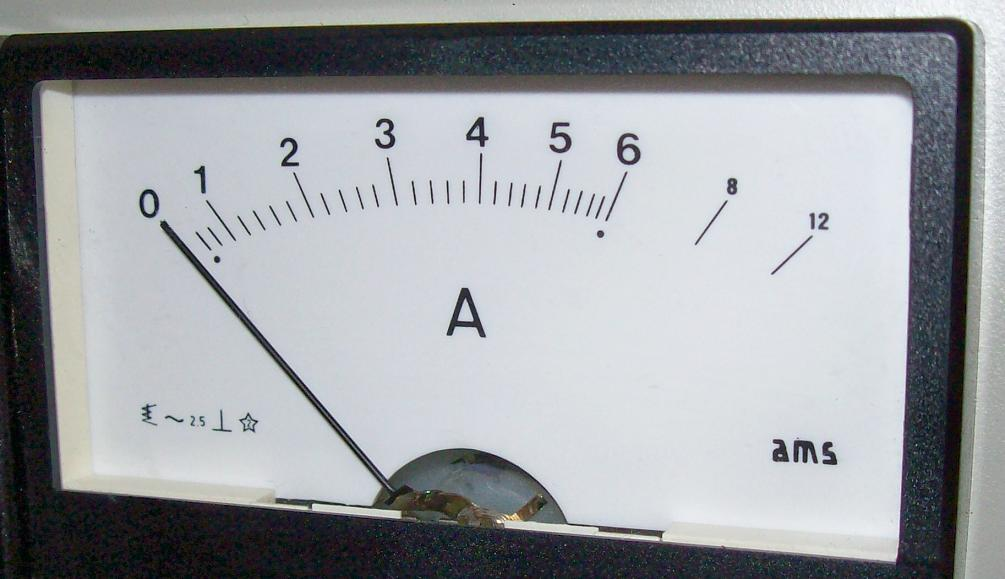
Anzeigebereich 0 … 12 A
Messbereich 0,6 … 6 A
In Klasse 2,5 Grenzwert der Eigenabweichung 2,5 %·6 A = 0,15 A

Da die Angaben zum oben genannten Grenzwert nur innerhalb des Messbereichs gelten, muss der Messbereich erkennbar sein, falls er nicht mit der Skalenlänge übereinstimmt. Es gibt drei Möglichkeiten der Kennzeichnung des Messbereichs auf der Skale:
- Keine Feinteilung außerhalb des Messbereiches,
- Messbereichsgrenze gekennzeichnet durch Punkt,
- verstärkter (breiter gezeichneter) Skalenbogen im Messbereich.

### Einflusseffekte
Wird das Messgerät nicht unter Referenzbedingungen betrieben, so können zusätzlich zur Eigenabweichung weitere Abweichungen entstehen.

#### Einzelner Einflusseffekt
Bei einer einzelnen, nicht eingehaltenen Einflussgröße darf der von ihr hervorgerufene Einflusseffekt ebenfalls nicht größer sein als der oben mittels des Klassenzeichens festgelegte Grenzwert, jedoch noch versehen mit einem Korrekturfaktor. Dieses gilt allerdings nur in einem bestimmten Nenngebrauchsbereich:
| Einflussgröße       | Grenzen des Nenngebrauchsbereiches           | Korrekturfaktor |
| ------------------- | -------------------------------------------- | --------------- |
| Umgebungstemperatur | Referenztemperatur ± 10 °C                   | 100 %           |
| Lage                | von der Referenzlage aus 5° in jede Richtung | 50 %            |
| Frequenz            | Referenzbereich ± 10 % der jeweiligen Grenze | 100 %           |

#### Mehrere Einflusseffekte
Wenn zwei oder mehr Einflussgrößen von ihren Referenzbedingungen bis zu einem Wert innerhalb des Nenngebrauchsbereiches abweichen, darf der resultierende Einflusseffekt nicht größer sein als die Summe der zulässigen Einzeleffekte.
Beispiel:  Das oben beschriebene Messgerät wird bei 28 °C und um 4° geneigt betrieben.
Dann ist der Grenzwert der Messabweichung {\displaystyle G} = (1 + 1 + 0,5) mA = 2,5 mA
(Eigenabweichung + Abweichung durch Temperatureinfluss + Abweichung durch Lageeinfluss).
Beispiel:  Das oben beschriebene Messgerät wird bei 28 °C und um 10° geneigt betrieben.
Keine Garantie zu eingehaltener Messabweichung, da der Nenngebrauchsbereich nicht eingehalten wird.

### Abweichende Referenzbedingungen und Nenngebrauchsbereiche
Von den oben angegebenen Vorgaben der Norm darf abgewichen werden, wenn die Abweichung durch Beschriftung angegeben wird. Zum Beispiel:
| Beschriftung   | Referenzwert/-bereich | Nenngebrauchsbereich |
| -------------- | --------------------- | -------------------- |
| 27 °C          | 27 °C                 | 17 … 37 °C           |
| 35…50…60 Hz    | 50 Hz                 | 35 … 60 Hz           |
| 23…23…37 °C    | 23 °C                 | 23 … 37 °C           |
| 35…45…55…60 Hz | 45 … 55 Hz            | 35 … 60 Hz           |

### Mit der Klassenzuordnung verbundene Anforderungen
Zu den Klassen werden nicht nur Anforderungen zur Genauigkeit, sondern verschiedene weitere Vorgaben festgeschrieben wie
- Bedingungen, die zu beachten sind, wenn es um die Einhaltung der Grenzen geht,
- Elektrische und mechanische Anforderungen, z. B. Überlastbarkeit, Dämpfung,
- Aufschriften,
- Prüfverfahren zur Feststellung der Einhaltung des genormten Verhaltens.

### Geschichte
Nach der bis August 1976 geltenden Vorschrift VDE 0410 Regeln für elektrische Meßgeräte wurden diese Geräte in folgende Gruppen eingeteilt:
- Feinmessgeräte mit den Klassen 0,1 – 0,2 – 0,5
- Betriebsmessgeräte mit den Klassen 1 – 1,5 – 2,5 – 5

## Genauigkeitsklassen für weitere Messgeräte
- Druckmessgeräte: Anzeigebereiche bei Druckmessgeräten Teilstrichabstand und Bezifferung der Skale nach EN 837 (abgerufen am 12. Oktober 2015)
- Stromwandler: Vereinfachte Erklärung: Genauigkeitsklassen (abgerufen am 12. Oktober 2015)
- Eichpflichtige Messgeräte wie Gaszähler, Energiezähler, Wärmezähler, Maßverkörperungen:
Richtlinie 2014/32/EU über die Bereitstellung von Messgeräten auf dem Markt, Anhänge ab S. 205, abgerufen am 26. Juli 2020